# La Ulaña
Koordinaten: 42° 39′ N, 4° 3′ W

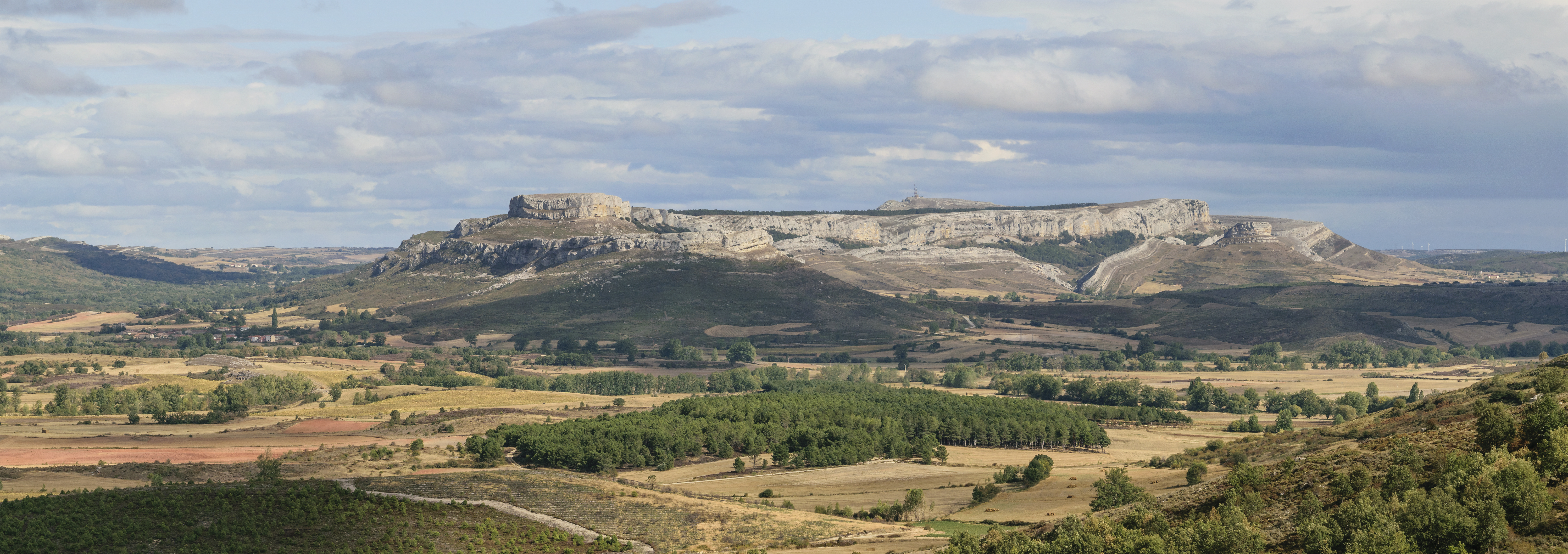
Der Berg, auf dem sich das Oppidum La Ulaña befindet

Die archäologische Fundstätte La Ulaña liegt auf dem Gebiet der Gemeinde Humada in der spanischen Provinz Burgos. Das Oppidum stellt eine befestigte Siedlung, ein Castro dar, das sich über eine Fläche von 285 ha erstreckt. Dabei ist der Berg, auf dem sich das Oppidum befindet, rundum von steilen Klippen umgeben. Weitere 301 ha umfasst das Gebiet eines natürlichen Schutzgrabens, in dem sich ein kompliziertes Mauernsystem fand. Die Siedlung selbst wurde durch eine Mauer in zwei verschieden große Gebiete geteilt. La Ulaña war damit die größte Siedlung der iberischen Eisenzeit. Es wurde in der 2. Hälfte des 1. Jahrhunderts v. Chr. aufgegeben. 
Die Ökonomie der Siedlung basierte auf Rinderzucht, in geringerem Umfang auf der Haltung von Schafen, Ziegen und Schweinen. Auch Pferdefleisch wurde gelegentlich konsumiert, die Jagd (auf Wildschweine) lieferte keinen bedeutenden Anteil an der Ernährung. An Arten ließen sich vor allem Hausrind (Bos taurus), Hauspferd (Equus caballus), Wildziege (Capra hircus), Hausschaf (Ovis aries), Hausschwein (Sus domesticus) und Wildschwein (Sus scrofa) identifizieren. Es bestanden enge Beziehungen zum nördlichen Plateau und zum Tal des Ebro.
Es ließen sich während der 1997 beginnenden Ausgrabungsarbeiten 267 bauliche Strukturen identifizieren, dazu mehrere steile Zugangswege. 2006 wurde das Gebiet der ummauerten Siedlung zum archäologischen Park erklärt und unter Schutz gestellt. 